# Caridina parvocula
Caridina parvocula е вид десетоного от семейство Atyidae.

## Разпространение
Видът е разпространен в Мадагаскар.